# Monomorium marjoriae
Monomorium marjoriae är en myrart som beskrevs av Dubois 1986. Monomorium marjoriae ingår i släktet Monomorium och familjen myror. Inga underarter finns listade i Catalogue of Life.